# Anna Anvegård
Anna Elin Astrid Anvegård, född 10 maj 1997 i Bredaryd, är en svensk fotbollsspelare som spelar för BK Häcken. Hon deltog i U20-världsmästerskapet i fotboll för damer 2016 och även i VM 2019.
Anvegård utsågs till Årets smålänning 2019.

## Spelarkarriär

### Klubbkarriär
I oktober 2013 blev Anvegård utsedd till "Årets Elmare" av Smålands Fotbollförbund. Anvegård gjorde 26 mål för RÅs LB i Division 2 Norra 2013 och vann skytteligan. 2014 gjorde hon 30 mål för klubben i Division 2 Sydvästra.
Anvegård vann skytteligan i Division 1 Södra Götaland 2015 med 27 mål, nu som del av elitsatsande Växjö DFF. I kvalet till Elitettan gjorde hon ytterligare fyra mål. Växjö vann kvalet med sammanlagt 9–0 efter två matcher mot IF Böljan och blev uppflyttade. Hon vann även skytteligan i Elitettan 2016 med 30 mål. Anvegård blev utsedd till "Årets idrottsöverraskning" 2016 av P4 Kronoberg. Hon blev även utsedd till "Årets Damspelare i Småland" 2016 av Smålands Fotbollförbund. Säsongen 2016 vann Anvegård priset "Svenska Guldskon" som delas ut av Magasinet Match.
Säsongen 2017 vann hon återigen skytteligan i Elitettan med 33 gjorda mål. Inför Fotbollsgalan 2018 blev hon nominerad i kategorierna "Årets anfallare" och "Årets genombrott", där hon vann utmärkelsen "Årets genombrott". Under 2018 gjorde hon 14 mål i Damallsvenskan vilken gav en delad andraplats (med Rebecka Blomqvist) efter vinnaren Anja Mittag (17 mål).
Åren 2019–2021 spelade Anvegård för FC Rosengård. Med det laget vann hon skytteligan i Damallsvenskan både 2020 (14 mål) och 2020 (16 mål). och det förstnämnda året vann hon även Damallsvenskan med klubben.
Efter ovanstående framgångar väcktes intresse från utländska proffsklubbar. I juli 2021 värvades sedan Anvegård av engelska Everton, där hon skrev på ett tvåårskontrakt. Efter ett år i England bröt Anvegård dock kontraktet och återvände till Sverige för spel i BK Häcken. Inför återkomsten hade hon tidvis varit skadedrabbad, med tre hjärnskakningar på kort tid.

### Landslagskarriär
Anvegård gjorde debut i A-landslaget när hon blev inbytt i den 71:a minuten i 4–0-segern mot Kroatien på Gamla Ullevi den 7 juni 2018. I sin fjärde landskamp gjorde Anvegård sitt första landslagsmål när Sverige slog England med 2–0 i en träningslandskamp i Rotherham den 11 november 2018.
I maj 2019 blev Anvegård uttagen i Sveriges trupp till Världsmästerskapet i fotboll 2019. Hon var också del av landslaget till OS 2021, och där gjorde hon Sveriges första mål i matchen mot Nya Zeeland.
Totalt har hon fram till mars 2025 spelat 36 landskamper och gjort 11 mål i landslagströjan. Efter en skadefylld säsong lämnades hon dock utanför det landslag som togs ut till EM 2022. Hon ingick inte heller i VM-truppen 2023.